# فلوكسس
فلوكسوس هي حركة فنية ضمت العديد من الفنانين حول العالم لا سيما في أوروبا وأميركا واليابان. ازدهرت ما بين ستينات وسبعينات القرن العشرين. منها نشأت عدة من الأشكال الفنية المعروفة اليوم مثل فن الفيديو والفنون متداخلة الاختصاصات والوسائل Intermedia والفن المفاهيمي أو التصوري وفن الأداء وغيرها.
ركز فنانوا فلوكسوس على العَلاقة بين الفنان والمتلقي كعمل فني وليس على المنتج المادي لهذه العَلاقة أو للأداء.
كان لحركة الدادا الرائجة في عشرينات القرن الماضي ولا سيما أعمال مارسيل دوشامب أثراً بارزاً على فلسفة فناني فلوكسوس ما نتج عنه كذلك اهتمامهم الكبير بمفهوم اللافن.